# Antonio Puertas
Antonio José Rodríguez Díaz (ur. 21 lutego 1993 w Benahadux) – hiszpański piłkarz występujący na pozycji napastnika w Granadzie.